# Súlyemelés a 2008. évi nyári olimpiai játékokon
A 2008. évi nyári olimpiai játékokon a súlyemelés versenyszámait augusztus 9. és 19. között rendezték, ezek során 15 számban avattak bajnokot.

## Éremtáblázat
(A rendező ország csapata eltérő háttérszínnel, az egyes számoszlopok legmagasabb értéke vagy értékei vastagítással kiemelve.)
| A 2008. évi nyári olimpiai játékok éremtáblázata súlyemelésben | A 2008. évi nyári olimpiai játékok éremtáblázata súlyemelésben | A 2008. évi nyári olimpiai játékok éremtáblázata súlyemelésben | A 2008. évi nyári olimpiai játékok éremtáblázata súlyemelésben | A 2008. évi nyári olimpiai játékok éremtáblázata súlyemelésben | Olimpia  |
| -------------------------------------------------------------- | -------------------------------------------------------------- | -------------------------------------------------------------- | -------------------------------------------------------------- | -------------------------------------------------------------- | -------- |
|                                                                | Ország                                                         | Arany                                                          | Ezüst                                                          | Bronz                                                          | Összesen |
| 1.                                                             | Kína (CHN)                                                     | 5                                                              | 1                                                              | 0                                                              | 6        |
| 2.                                                             | Dél-Korea (KOR)                                                | 2                                                              | 2                                                              | 0                                                              | 4        |
| 3.                                                             | Oroszország (RUS)                                              | 1                                                              | 2                                                              | 0                                                              | 3        |
| 4.                                                             | Tajvan (TPE)                                                   | 1                                                              | 1                                                              | 0                                                              | 2        |
| 4.                                                             | Észak-Korea (PRK)                                              | 1                                                              | 1                                                              | 0                                                              | 2        |
| 6.                                                             | Thaiföld (THA)                                                 | 1                                                              | 0                                                              | 2                                                              | 3        |
| 7.                                                             | Lengyelország (POL)                                            | 1                                                              | 0                                                              | 1                                                              | 2        |
| 8.                                                             | Fehéroroszország (BLR)                                         | 1                                                              | 0                                                              | 0                                                              | 1        |
| 8.                                                             | Kazahsztán (KAZ)                                               | 1                                                              | 0                                                              | 0                                                              | 1        |
| 8.                                                             | Németország (GER)                                              | 1                                                              | 0                                                              | 0                                                              | 1        |
|                                                                |                                                                |                                                                |                                                                |                                                                |          |
| 11.                                                            | Kolumbia (COL)                                                 | 0                                                              | 2                                                              | 0                                                              | 2        |
| 12.                                                            | Örményország (ARM)                                             | 0                                                              | 1                                                              | 1                                                              | 2        |
| 13.                                                            | Franciaország (FRA)                                            | 0                                                              | 1                                                              | 0                                                              | 1        |
| 13.                                                            | Grúzia (GEO)                                                   | 0                                                              | 1                                                              | 0                                                              | 1        |
| 13.                                                            | Spanyolország (ESP)                                            | 0                                                              | 1                                                              | 0                                                              | 1        |
| 13.                                                            | Nyugat-Szamoa (SAM)                                            | 0                                                              | 1                                                              | 0                                                              | 1        |
| 13.                                                            | Vietnám (VIE)                                                  | 0                                                              | 1                                                              | 0                                                              | 1        |
|                                                                |                                                                |                                                                |                                                                |                                                                |          |
| 18.                                                            | Indonézia (INA)                                                | 0                                                              | 0                                                              | 3                                                              | 3        |
| 18.                                                            | Kuba (CUB)                                                     | 0                                                              | 0                                                              | 3                                                              | 3        |
| 20.                                                            | Egyiptom (EGY)                                                 | 0                                                              | 0                                                              | 1                                                              | 1        |
| 20.                                                            | Kanada (CAN)                                                   | 0                                                              | 0                                                              | 1                                                              | 1        |
| 20.                                                            | Lettország (LAT)                                               | 0                                                              | 0                                                              | 1                                                              | 1        |
| 20.                                                            | Mexikó (MEX)                                                   | 0                                                              | 0                                                              | 1                                                              | 1        |
| 20.                                                            | Nigéria (NGR)                                                  | 0                                                              | 0                                                              | 1                                                              | 1        |
|                                                                |                                                                |                                                                |                                                                |                                                                |          |
| Összesen                                                       | Összesen                                                       | 15                                                             | 15                                                             | 15                                                             | 45       |

## Férfiak

### Éremtáblázat
| A 2008. évi nyári olimpiai játékok éremtáblázata férfi súlyemelésben | A 2008. évi nyári olimpiai játékok éremtáblázata férfi súlyemelésben | A 2008. évi nyári olimpiai játékok éremtáblázata férfi súlyemelésben | A 2008. évi nyári olimpiai játékok éremtáblázata férfi súlyemelésben | A 2008. évi nyári olimpiai játékok éremtáblázata férfi súlyemelésben | Olimpia  |
| -------------------------------------------------------------------- | -------------------------------------------------------------------- | -------------------------------------------------------------------- | -------------------------------------------------------------------- | -------------------------------------------------------------------- | -------- |
|                                                                      | Ország                                                               | Arany                                                                | Ezüst                                                                | Bronz                                                                | Összesen |
| 1.                                                                   | Kína (CHN)                                                           | 4                                                                    | 1                                                                    | 0                                                                    | 5        |
| 2.                                                                   | Lengyelország (POL)                                                  | 1                                                                    | 0                                                                    | 1                                                                    | 2        |
| 3.                                                                   | Dél-Korea (KOR)                                                      | 1                                                                    | 0                                                                    | 0                                                                    | 1        |
| 3.                                                                   | Fehéroroszország (BLR)                                               | 1                                                                    | 0                                                                    | 0                                                                    | 1        |
| 3.                                                                   | Németország (GER)                                                    | 1                                                                    | 0                                                                    | 0                                                                    | 1        |
|                                                                      |                                                                      |                                                                      |                                                                      |                                                                      |          |
| 6.                                                                   | Oroszország (RUS)                                                    | 0                                                                    | 2                                                                    | 0                                                                    | 2        |
| 7.                                                                   | Örményország (ARM)                                                   | 0                                                                    | 1                                                                    | 1                                                                    | 2        |
| 8.                                                                   | Franciaország (FRA)                                                  | 0                                                                    | 1                                                                    | 0                                                                    | 1        |
| 8.                                                                   | Grúzia (GEO)                                                         | 0                                                                    | 1                                                                    | 0                                                                    | 1        |
| 8.                                                                   | Kolumbia (COL)                                                       | 0                                                                    | 1                                                                    | 0                                                                    | 1        |
| 8.                                                                   | Vietnám (VIE)                                                        | 0                                                                    | 1                                                                    | 0                                                                    | 1        |
|                                                                      |                                                                      |                                                                      |                                                                      |                                                                      |          |
| 12.                                                                  | Kuba (CUB)                                                           | 0                                                                    | 0                                                                    | 3                                                                    | 3        |
| 13.                                                                  | Indonézia (INA)                                                      | 0                                                                    | 0                                                                    | 2                                                                    | 2        |
| 14.                                                                  | Lettország (LAT)                                                     | 0                                                                    | 0                                                                    | 1                                                                    | 1        |
|                                                                      |                                                                      |                                                                      |                                                                      |                                                                      |          |
| Összesen                                                             | Összesen                                                             | 8                                                                    | 8                                                                    | 8                                                                    | 24       |

### Érmesek
| A 2008. évi nyári olimpiai játékok férfi érmesei súlyemelésben |                                                       |                                                  |                                       |
| Versenyszám                                                    | Arany                                                 | Ezüst                                            | Bronz                                 |
| 56 kg                                                          | Lung Csing-csüan (Long Qingquan) · Kína (CHN)         | Hoàng Anh Tuấn · Vietnám (VIE)                   | Eko Yuli Irawan · Indonézia (INA)     |
| 62 kg                                                          | Csang Hsziang-hsziang (Zhang Xiangxiang) · Kína (CHN) | Diego Salazar · Kolumbia (COL)                   | Taufik Triyatno · Indonézia (INA)     |
| 69 kg                                                          | Liao Huj (Liao Hui) · Kína (CHN)                      | Vencelas Dabaya · Franciaország (FRA)            | Lamouth Yordanis Borrero · Kuba (CUB) |
| 77 kg                                                          | Sza Dzsehjok · Dél-Korea (KOR)                        | Li Hung-li (Li Hongli) · Kína (CHN)              | Gevorg Davtjan · Örményország (ARM)   |
| 85 kg                                                          | Lu Jung (Lu Yong) · Kína (CHN)                        | Tigran Vardani Martiroszjan · Örményország (ARM) | Jadiel Valladares · Kuba (CUB)        |
| 94 kg                                                          | Szymon Kołecki · Lengyelország (POL)                  | Arsen Kasabijev · Grúzia (GEO)                   | Yoandris Hernandez · Kuba (CUB)       |
| 105 kg                                                         | Andrej Aramnau · Fehéroroszország (BLR)               | Dmitrij Klokov · Oroszország (RUS)               | Marcin Dolega · Lengyelország (POL)   |
| +105 kg                                                        | Matthias Steiner · Németország (GER)                  | Jevgenyij Csigisev · Oroszország (RUS)           | Viktors Ščerbatihs · Lettország (LAT) |

## Nők

### Éremtáblázat
| A 2008. évi nyári olimpiai játékok éremtáblázata női súlyemelésben | A 2008. évi nyári olimpiai játékok éremtáblázata női súlyemelésben | A 2008. évi nyári olimpiai játékok éremtáblázata női súlyemelésben | A 2008. évi nyári olimpiai játékok éremtáblázata női súlyemelésben | A 2008. évi nyári olimpiai játékok éremtáblázata női súlyemelésben | Olimpia  |
| ------------------------------------------------------------------ | ------------------------------------------------------------------ | ------------------------------------------------------------------ | ------------------------------------------------------------------ | ------------------------------------------------------------------ | -------- |
|                                                                    | Ország                                                             | Arany                                                              | Ezüst                                                              | Bronz                                                              | Összesen |
| 1.                                                                 | Dél-Korea (KOR)                                                    | 1                                                                  | 2                                                                  | 0                                                                  | 3        |
| 2.                                                                 | Észak-Korea (PRK)                                                  | 1                                                                  | 1                                                                  | 0                                                                  | 2        |
| 2.                                                                 | Tajvan (TPE)                                                       | 1                                                                  | 1                                                                  | 0                                                                  | 2        |
| 4.                                                                 | Thaiföld (THA)                                                     | 1                                                                  | 0                                                                  | 2                                                                  | 3        |
| 5.                                                                 | Kazahsztán (KAZ)                                                   | 1                                                                  | 0                                                                  | 0                                                                  | 1        |
| 5.                                                                 | Kína (CHN)                                                         | 1                                                                  | 0                                                                  | 0                                                                  | 1        |
| 5.                                                                 | Oroszország (RUS)                                                  | 1                                                                  | 0                                                                  | 0                                                                  | 1        |
|                                                                    |                                                                    |                                                                    |                                                                    |                                                                    |          |
| 8.                                                                 | Kolumbia (COL)                                                     | 0                                                                  | 1                                                                  | 0                                                                  | 1        |
| 8.                                                                 | Spanyolország (ESP)                                                | 0                                                                  | 1                                                                  | 0                                                                  | 1        |
| 8.                                                                 | Nyugat-Szamoa (SAM)                                                | 0                                                                  | 1                                                                  | 0                                                                  | 1        |
|                                                                    |                                                                    |                                                                    |                                                                    |                                                                    |          |
| 11.                                                                | Egyiptom (EGY)                                                     | 0                                                                  | 0                                                                  | 1                                                                  | 1        |
| 11.                                                                | Indonézia (INA)                                                    | 0                                                                  | 0                                                                  | 1                                                                  | 1        |
| 11.                                                                | Kanada (CAN)                                                       | 0                                                                  | 0                                                                  | 1                                                                  | 1        |
| 11.                                                                | Mexikó (MEX)                                                       | 0                                                                  | 0                                                                  | 1                                                                  | 1        |
| 11.                                                                | Nigéria (NGR)                                                      | 0                                                                  | 0                                                                  | 1                                                                  | 1        |
|                                                                    |                                                                    |                                                                    |                                                                    |                                                                    |          |
| Összesen                                                           | Összesen                                                           | 7                                                                  | 7                                                                  | 7                                                                  | 21       |

### Érmesek
| A 2008. évi nyári olimpiai játékok női érmesei súlyemelésben |                                                 |                                                |                                                  |
| Versenyszám                                                  | Arany                                           | Ezüst                                          | Bronz                                            |
| 48 kg                                                        | Csen Vej-ling · Tajvan (TPE)                    | Jyoung Hwa · Dél-Korea (KOR)                   | Pensiri Laosirkul · Thaiföld (THA)               |
| 53 kg                                                        | Prapavadi Csarönrattanatarakun · Thaiföld (THA) | Jun Dzsinhi · Dél-Korea (KOR)                  | Yudenqui Maridealia Rubenwas · Indonézia (INA)   |
| 58 kg                                                        | Yanqing Chen (Yanqing Chen) · Kína (CHN)        | O Dzsonge · Észak-Korea (PRK)                  | Wandee Kameaim · Thaiföld (THA)                  |
| 63 kg                                                        | Pak Hjonszuk · Észak-Korea (PRK)                | Lu Ying-Chi · Tajvan (TPE)                     | Christine Girard · Kanada (CAN)                  |
| 69 kg                                                        | Okszana Szlivenko · Oroszország (RUS)           | Leidy Yessenia Solis Arboleda · Kolumbia (COL) | Khalil Mahmoud Abir Abdelrahman · Egyiptom (EGY) |
| 75 kg                                                        | Alla Vazsenyina · Kazahsztán (KAZ)              | Lidia Valnetin Perez · Spanyolország (ESP)     | Damaris Gabriella Aguirre Aldaz · Mexikó (MEX)   |
| +75 kg                                                       | Csang Miran · Dél-Korea (KOR)                   | Ele Opeloge · Nyugat-Szamoa (SAM)              | Maryam Usman · Nigéria (NGR)                     |

## Doppingesetek
A verseny után dopping ellenőrzésre leadott mintákat többször újraviszgálták első körben 2016-ban.

### Férfi versenyzők
- Martirosyan Tigran Gevorg (ARM), férfi 69 kg, ezüstérem
- Andrej Ribakov (BLR), férfi 85 kg, ezüstérem
- Vlagyimir Szedov (KAZ), férfi 85 kg, negyedik
- Zairov Intiqam (AZE), férfi 85 kg, tizedik
- Ilya Ilyin (KAZ), férfi 94 kg, arany
- Hadzsimurat Akkajev (RUS), férfi 94 kg, bronzérem
- Nizami Paşayev  (AZE), férfi 94 kg, ötödik
- Dmitrij Lapikov (RUS), férfi 105 kg, bronzérem
- Igor Razoronov (UKR), férfi 105 kg, hatodik

### Női versenyzők
- Sibel Özkan (TUR), női 48 kg, aranyérem.[2]
- Csen Hszie-hszia (Chen Xiexia) (CHN), női 48 kg, aranyérem
- Nasztasszja Novikava (BLR), női 53 kg, bronzérem
- Marina Shainova  (RUS), női 58 kg, ezüstérem
- Irina Nyekraszova (KAZ), női 63 kg, ezüstérem
- Majja Manyeza (KAZ), női 63 kg, nem indult
- Liu Csun-hung (Liu Chunhong) (CHN), női 69 kg, aranyérem
- Natalija Davidova (UKR), női 69 kg, ezüstérem
- Cao Lej (Cao Lei) (CHN), női 75 kg, aranyérem
- Nadezhda Evstyukhina (RUS), női 75 kg, harmadik
- Irina Kulesa (BLR), női 75 kg, negyedik
- Khurshudyan Hripsime (ARM), női 75 kg, tizenegyedik
- Olha Korobka (UKR), női +75 kg, ezüstérem
- Marija Graboveckaja (KAZ), női +75 kg, bronzérem